# ATC-kod A10: Diabetesmedel
ATC-kod A10: Diabetesmedel är en del av klassificeringssystemet ATC (Anatomical Therapeutic Chemical Classification System) för läkemedel och vissa andra medicinska produkter. ATC utvecklas av WHO och består av alfanumeriska koder indelade i grupper utifrån anatomi, medicinsk funktion och läkemedelstyp på 5 olika kodnivåer. Denna sida utgör innehållet i en specifik grupp på nivå 2.

## A10AInsulineroch analoger

### A10AB Insuliner och analoger för injektion, snabbverkande
A10AB01 Insulin (humant)
A10AB02 Insulin (nötkreatur)
A10AB03 Insulin (gris)
A10AB04 Insulin lispro
A10AB05 Insulin aspart
A10AB06 Insulin glulisin
A10AB30 Kombinationer

### A10AC Insuliner och analoger för injektion, medellångverkande
A10AC01 Insulin (humant)
A10AC02 Insulin (nötkreatur)
A10AC03 Insulin (gris)
A10AC04 Insulin lispro
A10AC30 Kombinationer

### A10AD Insuliner och analoger för injektion, medellångverkande kombinerade med snabbverkande
A10AD01 Insulin (humant)
A10AD02 Insulin (nötkreatur)
A10AD03 Insulin (gris)
A10AD04 Insulin lispro
A10AD05 Insulin aspart
A10AD30 Kombinationer

### A10AE Insuliner och analoger för injektion, långverkande
A10AE01 Insulin (humant)
A10AE02 Insulin (nötkreatur)
A10AE03 Insulin (gris)
A10AE04 Insulin glargin
A10AE05 Insulin detemir
A10AE30 Kombinationer

### A10AF Insulin och analoger för inhalation
A10AF01 Insulin (humant)

## A10BBlodglukos-sänkande medel, exkl insuliner

### A10BABiguanidderivat
A10BA01 Fenformin
A10BA02 Metformin
A10BA03 Buformin

### A10BBSulfonylureaföreningar
A10BB01 Glibenklamid
A10BB02 Klorpropamid
A10BB03 Tolbutamid
A10BB04 Glibornurid
A10BB05 Tolazamid
A10BB06 Karbutamid
A10BB07 Glipizid
A10BB08 Glikidon
A10BB09 Gliklazid
A10BB10 Metahexamid
A10BB11 Glisoxepid
A10BB12 Glimepirid
A10BB31 Acetohexamid

### A10BCSulfonamider,heterocykliska
A10BC01 Glymidin

### A10BDPeroralablodglukossänkande medel, kombinationer
A10BD01 Fenformin och sulfonamider
A10BD02 Metformin och sulfonamider
A10BD03 Metformin och rosiglitazon
A10BD04 Glimepirid och rosiglitazon
A10BD05 Metformin och pioglitazon
A10BD06 Glimepirid och pioglitazon
A10BD07 Metformin och sitagliptin

### A10BFAlfa-glukosidashämmare
A10BF01 Akarbos
A10BF02 Miglitol
A10BF03 Voglibos

### A10BGTiazolidindioner
A10BG01 Troglitazon
A10BG02 Rosiglitazon
A10BG03 Pioglitazon

### A10BHDipeptidylpeptidas 4-hämmare(DPP-4)-hämmare
A10BH01 Sitagliptin
A10BH02 Vildagliptin

### A10BJGlukagonliknande peptid-1(GLP-1)-analoger
A10BJ01 Exenatid
A10BJ02 Liraglutid
A10BJ03 Lixisenatid
A10BJ04 Albiglutid
A10BJ05 Dulaglutid
A10BJ06 Semaglutid

### A10BK Natriumglukossamtransportör 2 (SGLT2)-hämmare
A10BK01 Dapagliflozin
A10BK02 Kanagliflozin
A10BK03 Empagliflozin
A10BK04 Ertugliflozin
A10BK05 Ipragliflozin
A10BK06 Sotagliflozin

### A10BX Övriga blodglukossänkande medel, exkl insuliner
A10BX01 Guargummi
A10BX02 Repaglinid
A10BX03 Nateglinid
A10BX04 Exenatid
A10BX05 Sitagliptin
A10BX06 Benfluorex
A10BX07 Liraglutid
A10BX08 Mitiglinid
A10BX09 Dapagliflozin
A10BX10 Lixisenatid
A10BX11 Kanagliflozin
A10BX12 Empagliflozin
A10BX14 Dulaglutid

## A10X Övriga diabetesmedel

### A10XAAldosreduktas-hämmare
A10XA01 Tolrestat

### Engelska
- WHO Collaborating Centre for Drug Statistics Methodology - ATC Index
- WHO Collaborating Centre for Drug Statistics Methodology - ATCvet Index

### Svenska
- SIL online
- FASS.se - ATC
- FASS.se - Veterinär-ATC
- Sök läkemedelsfakta - Läkemedelsverket
- Socialstyrelsen : Klassifikationer
- Nationellt produktregister för läkemedel - NPL